# Romallis Ellis
Romallis Ellis (* 16. Dezember 1965 in Atlanta) ist ein ehemaliger US-amerikanischer Boxer. Er war 1997 WM-Herausforderer der International Boxing Federation (IBF) im Halbmittelgewicht und als Amateur Bronzemedaillengewinner im Leichtgewicht bei den Olympischen Sommerspielen 1988 in Seoul.

## Amateurkarriere
Der aus Ellenwood (Georgia) stammende Leichtgewichtler wurde 1986 jeweils Zweiter bei den National Golden Gloves in Cedar Rapids und den Goodwill Games in Moskau, nachdem er erst im Finale gegen Orsubek Nasarow unterlegen war.
1988 gewann er die US-Meisterschaften in Colorado Springs, die nationale Olympiaqualifikation in Concord und die Olympic Box-offs in Las Vegas.
Er konnte daraufhin an den Olympischen Spielen 1988 in Seoul teilnehmen, siegte gegen Lee Kang-Su, Kassim Traoré und Emil Tschuprenski, ehe er im Halbfinale gegen Andreas Zülow mit einer Bronzemedaille ausschied.

## Profikarriere
Ellis boxte als Profi von Februar 1989 bis November 2001. Sein bedeutendster Sieg gelang ihm am 11. Januar 1997 gegen den späteren IBF-Weltmeister Vince Phillips, wodurch er am 5. Juli 1997 selbst um den IBF-Weltmeistertitel im Halbmittelgewicht antreten konnte. Diesen Kampf verlor er jedoch durch TKO in der vierten Runde gegen Raúl Márquez. Im April 1998 verlor er zudem durch TKO in Runde 2 gegen Fernando Vargas, worauf er seine Karriere beendete.
Für einen letzten Kampf kehrte er am 3. November 2001 in den Ring zurück und erreichte ein Unentschieden gegen Vincent Harris.